# 松坪镇
松坪乡，是中华人民共和国四川省凉山彝族自治州会东县下辖的一个乡镇级行政单位。

## 行政区划
松坪乡下辖以下地区：
下海子村、刘家坪村、松林坪村、上花山村和大地村。